# Bursatella leachii
Bursatella leachii Blainville, 1817 è un mollusco gasteropode della famiglia Aplysiidae.

## Descrizione
Corpo molle di colore bruno ricoperto da tubercoli e papille dello stesso colore, bordati in bianco, con chiazze circolari concentriche di colore blu o arancione. Fino a circa 8 centimetri.

## Biologia
Mollusco tipicamente erbivoro, si nutre di alghe.

## Distribuzione e habitat
Specie lessepsiana rara, proveniente dal Mar Rosso, è stata reperita per la prima volta nel Mar Mediterraneo nel 1940, in prossimità delle coste Palestinesi, poi nel 1961 in Turchia e nel 1970 a Malta. Lungo le coste italiane i primi ritrovamenti furono nel 1977 a Taranto, 1978 a Palermo, 1984 a Napoli, 1986 a Venezia, mostrando quindi una continua progressione a nord dell'areale. Normalmente reperibile a bassa profondità.